# Proales
Proales är ett släkte av hjuldjur som beskrevs av Gosse 1886. Proales ingår i familjen Proalidae.

## Dottertaxa tillProales, i alfabetisk ordning[1][2]
- Proales adenodis
- Proales alba
- Proales baradlana
- Proales bemata
- Proales christinae
- Proales cognita
- Proales commutata
- Proales cryptopus
- Proales daphnicola
- Proales decipiens
- Proales doliaris
- Proales fallaciosa
- Proales germanica
- Proales gigantea
- Proales gladia
- Proales globulifera
- Proales gonothyraeae
- Proales granulosa
- Proales halophila
- Proales indirae
- Proales kostei
- Proales lenta
- Proales litoralis
- Proales macrura
- Proales micropus
- Proales minima
- Proales oculata
- Proales ornata
- Proales paguri
- Proales palimmeka
- Proales parasita
- Proales phaeopis
- Proales provida
- Proales pugio
- Proales reinhardti
- Proales segnis
- Proales sigmoidea
- Proales similis
- Proales simplex
- Proales sordida
- Proales syltensis
- Proales theodora
- Proales werneckii
- Proales wesenbergi